# Andy Delort
Andy Delort (Sète, Hérault, 9 de octubre de 1991) es un futbolista franco-argelino. Juega como delantero en el M. C. Alger del Championnat National de Première Division. Es internacional con la selección de fútbol de Argelia.

## Trayectoria

### Inicios
Nacido en Sète, Delort empezó su carrera en F. C. Sète 34. Se unió a las divisiones menores de A. C. Ajaccio en 2008, terminando como goleador del sistema de liga Sub-19 de Francia con 200 goles. Después de esto, equipos como Bordeaux y Borussia Dortmund mostraron interés en él.

### Nîmes
Realizó una prueba con el Borussia Dortmund, jugando en el equipo de reserva con Mario Götze y Shinji Kagawa; Dortmund le ofreció un contrato para jugar con las divisiones menores. Aun así, eligió unirse Nîmes Olympique a petición del entrenador Jean-Michel Cavalli. Delort también rechazó una oferta de contrato con Bordeaux.
Delort jugó su primer juego de Ligue 2 para Nîmes el 30 de agosto de 2009, entrando como sustituto al minuto 53 contra F. C. Metz. Durante la temporada fue raramente utilizado en el primer equipo en el que nada más hizo 3 apariciones y todas como sustituto.

### Ajaccio
Delort se reincorporó a su club A. C. Ajaccio en junio de 2010. Marcó sus primeros dos goles a nivel profesional el 15 de septiembre contra el Le Havre durante la Copa de la Liga de Francia antes de realizar su debut en la Copa de Francia el 12 de noviembre. 
Firmó su primer contrato profesional por tres años y medio con A. C. Ajaccio el 28 de enero de 2011. El 11 de marzo de ese año fue uno de los jugadores que participaron en una pelea masiva en el partido contra el F. C. Nantes. Como resultado del incidente varios jugadores fueron suspendidos; tanto Delort y su compañero Carl Medjani recibieron sanciones con cuatro partidos de suspensión. Obtuvo el ascenso a la Ligue 1 con A. C. Ajaccio tras finalizar la temporada 2010-2011 después de acabar 2.º en la liga.

### Metz
El 31 de enero de 2012 firmó un préstamo de seis meses con el club Metz donde anotó 1 gol en 13 partidos disputados.

### Regreso a Ajaccio
Regresó a A. C. Ajaccio para la temporada 2012-13 logrando su primer gol en Ligue 1 el 27 de abril de 2013 en la victoria de 2–1 sobre Montpellier. En aquella campaña hizo 16 apariciones en Ligue 1. Durante esa misma temporada convirtió 12 anotaciones en 16 encuentros para el equipo de reserva del club.

### Tours
En el verano de 2013 se unió al Tours de la Ligue 2. Finalizó la temporada 2013-2014 como máximo anotador de la justa anotando 24 goles en 36 partidos y estuvo nombrado en el Once Ideal de La Temporada, recibiendo también un nombramiento para Jugador del Año, finalmente acabando en segundo lugar por detrás Diafra Sakho.

### Wigan
Previo a finalizar el periodo de transferencias de verano 2014, firmó para Wigan Athletic del Football League Championship por un traspaso cercano a los £3 millones. Delort apareció en 11 encuentros de liga para el club, sin anotar goles en ninguno de ellos.

### Regreso a Tours
Tras haber tenido poco destaque en el fútbol inglés, Delort regresó al Tours en préstamo hasta el final de la temporada.
Al hacerlo, optó por aceptar una reducción salarial del 50% con el fin de obtener más tiempo de juego y recuperar su nivel.

### SM Caen
Completó su transferencia a Stade Malherbe Caen el 2 de julio de 2015. Su debut fue en la derrota de 1–0 contra Olympique de Marsella el 8 de agosto.

### Tigres UANL
El 1 de septiembre de 2016 se oficializa su fichaje por los Tigres UANL de la Liga MX, en donde también juega su compatriota André-Pierre Gignac. El 22 de octubre de 2016, marcó su primer gol con los Tigres en Liga, esto concretando el segundo tanto de la victoria por 3-1 sobre los Pumas UNAM, en el Estadio Olímpico Universitario.

## Selección nacional
Andy Delort jugó en el equipo de Fútbol de Playa de Francia dirigido por Éric Cantona en 2009. Fue descubierto por Laurent Castro durante un torneo amateur en Sète quién le preguntó que si quería jugar la calificación para la copa del mundo del 2009.
En 2011 fue seleccionado por la sub-20 de Francia dirigida por Francis Smerecki para jugar contra los Estados Unidos el 17 de mayo de 2011.
En abril de 2019 decidió representar a Argelia en categoría absoluta. Fue convocado por Belmadi para jugar con Argelia y participar en la Copa África.

## Estadísticas

### Clubes
- Actualizado hasta el último partido jugado el 1 de septiembre de 2023.

| Equipo | Div.          | Temporada     | Liga  | Liga  | Copas nacionales(1) | Copas nacionales(1) | Copas internacionales(2) | Copas internacionales(2) | Total | Total |
| Equipo | Div.          | Temporada     | Part. | Goles | Part.               | Goles               | Part.                    | Goles                    | Part. | Goles |
| --- | ------------- | ------------- | ----- | ----- | ------------------- | ------------------- | ------------------------ | ------------------------ | ----- | ----- |
| Nîmes Olympique Francia | 2.ª           | 2009-10       | 3     | 0     | 1                   | 0                   | -                        | -                        | 4     | 0     |
| Nîmes Olympique Francia | Total club    | Total club    | 3     | 0     | 1                   | 0                   | 0                        | 0                        | 4     | 0     |
| A. C. Ajaccio Francia | 2.ª           | 2010-11       | 24    | 4     | 6                   | 4                   | -                        | -                        | 30    | 8     |
| A. C. Ajaccio Francia | 1.ª           | 2011-12       | 7     | 0     | 2                   | 0                   | -                        | -                        | 9     | 0     |
| F. C. Metz Francia | 2.ª           | 2011-12       | 13    | 1     | -                   | -                   | -                        | -                        | 13    | 1     |
| F. C. Metz Francia | Total club    | Total club    | 13    | 1     | 0                   | 0                   | 0                        | 0                        | 13    | 1     |
| A. C. Ajaccio Francia | 1.ª           | 2012-13       | 16    | 1     | 2                   | 0                   | -                        | -                        | 18    | 1     |
| A. C. Ajaccio Francia | Total club    | Total club    | 47    | 5     | 10                  | 4                   | 0                        | 0                        | 57    | 9     |
| Tours F. C. Francia | 2.ª           | 2013-14       | 36    | 24    | 4                   | 1                   | -                        | -                        | 40    | 25    |
| Tours F. C. Francia | 2.ª           | 2014-15       | 2     | 0     | 0                   | 0                   | -                        | -                        | 2     | 0     |
| Wigan Athletic F. C. Inglaterra | 2.ª           | 2014-15       | 11    | 0     | 0                   | 0                   | -                        | -                        | 11    | 0     |
| Wigan Athletic F. C. Inglaterra | Total club    | Total club    | 11    | 0     | 0                   | 0                   | 0                        | 0                        | 11    | 0     |
| Tours F. C. Francia | 2.ª           | 2014-15       | 14    | 2     | 0                   | 0                   | -                        | -                        | 14    | 2     |
| Tours F. C. Francia | Total club    | Total club    | 52    | 26    | 4                   | 1                   | 0                        | 0                        | 56    | 27    |
| S. M. Caen Francia | 1.ª           | 2015-16       | 36    | 12    | 2                   | 1                   | -                        | -                        | 38    | 13    |
| S. M. Caen Francia | Total         | Total         | 36    | 12    | 2                   | 1                   | 0                        | 0                        | 38    | 13    |
| C. F. Tigres UANL · México | 1.ª           | 2016-17       | 14    | 3     | 0                   | 0                   | 2                        | 1                        | 16    | 4     |
| C. F. Tigres UANL · México | Total club    | Total club    | 14    | 3     | 0                   | 0                   | 2                        | 1                        | 16    | 4     |
| Toulouse F. C. Francia | 1.ª           | 2016-17       | 15    | 5     | 0                   | 0                   | -                        | -                        | 15    | 5     |
| Toulouse F. C. Francia | 1.ª           | 2017-18       | 32    | 5     | 4                   | 0                   | -                        | -                        | 36    | 5     |
| Toulouse F. C. Francia | Total club    | Total club    | 47    | 10    | 4                   | 0                   | 0                        | 0                        | 51    | 10    |
| Montpellier H. S. C. Francia | 1.ª           | 2018-19       | 36    | 14    | 2                   | 0                   | -                        | -                        | 38    | 14    |
| Montpellier H. S. C. Francia | 1.ª           | 2019-20       | 26    | 9     | 5                   | 3                   | -                        | -                        | 31    | 12    |
| Montpellier H. S. C. Francia | 1.ª           | 2020-21       | 30    | 15    | 4                   | 4                   | -                        | -                        | 34    | 19    |
| Montpellier H. S. C. Francia | 1.ª           | 2021-22       | 3     | 2     | 0                   | 0                   | -                        | -                        | 3     | 2     |
| Montpellier H. S. C. Francia | Total club    | Total club    | 95    | 40    | 11                  | 7                   | 0                        | 0                        | 106   | 47    |
| O. G. C. Niza Francia | 1.ª           | 2021-22       | 32    | 16    | 5                   | 2                   | -                        | -                        | 37    | 18    |
| O. G. C. Niza Francia | 1.ª           | 2022-23       | 14    | 6     | -                   | -                   | 4                        | 1                        | 18    | 7     |
| O. G. C. Niza Francia | Total club    | Total club    | 46    | 22    | 5                   | 2                   | 4                        | 1                        | 55    | 25    |
| F. C. Nantes Francia | 1.ª           | 2022-23       | 12    | 0     | 4                   | 2                   | 1                        | 0                        | 17    | 2     |
| F. C. Nantes Francia | Total club    | Total club    | 12    | 0     | 4                   | 2                   | 1                        | 0                        | 17    | 2     |
| Umm-Salal S. C. Catar | 1.ª           | 2023-24       | 3     | 1     | 0                   | 0                   | -                        | -                        | 3     | 1     |
| Umm-Salal S. C. Catar | Total club    | Total club    | 3     | 1     | 0                   | 0                   | 0                        | 0                        | 3     | 1     |
| Total carrera | Total carrera | Total carrera | 379   | 120   | 41                  | 17                  | 7                        | 2                        | 427   | 139   |
| (1) Incluye datos de la Copa de Francia (2010-21), Copa de la Liga de Francia (2009-20) y Copa México (2016-17). (2) Incluye datos de la Liga de Campeones de la Concacaf (2016-17) y Liga Europa de la UEFA (2022-23). |               |               |       |       |                     |                     |                          |                          |       |       |

## Palmarés

### Títulos nacionales
| Título  | Club        | País   | Año  |
| ------- | ----------- | ------ | ---- |
| Liga MX | Tigres UANL | México | 2016 |

### Títulos internacionales
| Título                    | Club (*)             | País   | Año  |
| ------------------------- | -------------------- | ------ | ---- |
| Copa Africana de Naciones | Selección de Argelia | Egipto | 2019 |

(*) Incluyendo la selección.

### Distinciones individuales
| Distinción                               | Año  |
| ---------------------------------------- | ---- |
| Máximo anotador de la Ligue 2 (24 goles) | 2014 |
| Once Ideal de la Ligue 2                 | 2014 |
| Futbolista del Mes de la Ligue 2 (marzo) | 2014 |